# Гільєрмо Картер
Гільєрмо Картер (ісп. Guillermo Carter; нар. 1 січня 1977) — колишній мексиканський тенісист.
Найвищу одиночну позицію світового рейтингу — 737 місце досяг 14 липня 2003, парну — 467 місце — 14 липня 2003 року.

## Титули ITF Ф'ючерс

### Парний розряд: (2)
| Ранг | Дата     | Турнір                     | Покриття | Партнер           | Суперники                              | Рахунок       |
| ---- | -------- | -------------------------- | -------- | ----------------- | -------------------------------------- | ------------- |
| 1.   | Тра 2003 | Мексика F5, Сьюдад Обрегон | Тверде   | Сантьяго Гонсалес | Альваро Домінгес Хуан Мануель Елісондо | 7–6(4), 6–3   |
| 2.   | Чер 2003 | Мексика F8, Торреон        | Тверде   | Бруно Ечагарай    | Марселло Амадор Мігель Гальярдо Вальєс | 6–4, 3–6, 6–3 |